# Sonic 3D: Flickies' Island
Sonic 3D Flickies' Island, ou Sonic 3D Blast (ソニック３Ｄブラスト, Sonikku Surīdī Burasuto), est un jeu vidéo de plates-formes développé par Traveller's Tales et édité par Sega, sorti sur Mega Drive, Saturn et sous Windows en 1996. Le jeu est par la suite porté sur GameCube, PlayStation 2, Xbox, PlayStation 3 et Xbox 360. Une version Tiger Electronics a aussi vu le jour en 1997.
Le jeu abandonne le style de jeu à défilement latéral pour un système de jeu en vue isométrique avec des sprites en 3D précalculée. Le but est de collecter des flickies dans les niveaux et de les mettre en sécurité. Lesdits flickies sont tirés du jeu éponyme Flicky, datant de 1984.
Sonic 3D: Flickies' Island a été prévu pour être le chant du cygne de la Mega Drive, mais à la suite de l'annulation de Sonic X-treme, il a été décidé d'en faire un portage pour Sega Saturn. Les critiques pestaient généralement contre les contrôles, mais saluaient les graphismes et la musique. Le jeu a bénéficié de plusieurs portages, notamment dans des compilations, ainsi que sur des services de distribution numérique, comme la console virtuelle de plusieurs consoles Nintendo et le Steam Deck.

## Scénario
C'est sur un petit îlot que vivent les Flickies, des êtres inoffensifs dont les rumeurs disent qu'ils auraient un lien avec les Chaos Emeralds. Lorsque Eggman découvre cela, il part vers l'île, afin de percer tous ses secrets.
Au bout de quelque temps, il se rend compte que les Flickies vivent dans une autre dimension, accessible grâce à un anneau doré gigantesque (Dimension Ring). Eggman se lance à leur poursuite grâce à son générateur de Dimension Ring les capture et les enferme dans ses robots, afin de tirer parti de leur énergie.
C'est à ce même moment que Sonic, Tails et Knuckles décident de prendre congé, et de visiter l'île. C'est alors qu'ils découvrent un paysage rempli de créatures mécaniques. Sonic comprend rapidement que Eggman est derrière tout ça, et se met à la poursuite de ce dernier, tout en prenant soin de libérer les Flickies (et de les ramener dans leur dimension d'origine).

## Système de jeu

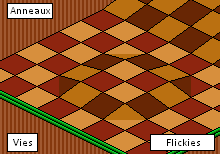
Schéma d'un écran de jeu typique de Sonic 3D sur Megadrive.

Le joueur dirige Sonic, vu de trois-quart dans un monde en 3D isométrique. Il peut le déplacer dans les quatre directions, le faire sauter ou le faire rouler. Le but est de récupérer les Flickies du niveau, qui sont emprisonnés dans des robots, afin d'avancer dans le stage (le niveau « Panic Puppet Zone act 2 » faisant exception). Les oiseaux libérés suivent Sonic jusqu'à ce qu'il les amène dans un anneau de dimension. S'ils sont touchés, ils s'immobiliseront et Sonic devra aller les chercher. Si Sonic est touché, tous les oiseaux s'éparpillent. Sonic 3D conserve certains éléments des précédents épisodes mais vu en 3D isométrique.
Il existe plusieurs types de Flickies : les bleus, les roses, les rouges et les gros verts, qui sont respectivement plus difficiles à attraper que le précédent.
Si le joueur rencontre Knuckles ou Tails dans un niveau avec plus de cinquante anneaux, un stage spécial est lancé pour récupérer une émeraude. Suivant la plate-forme du jeu (Saturn, Mega Drive ou sous Windows), le stage est différent. Si le joueur collecte les 7 Chaos Emerald, il aura accès au boss final et à la « vraie fin ».
Plusieurs objets sont disponibles, et accessibles via des moniteurs de télévision :
- Ring : il est l'équivalent de 10 anneaux individuels ;
- Bouclier bleu : il protège Sonic des attaques électriques et l'empêche de perdre ses anneaux et les Flickies lorsqu'il est touché (le bouclier disparait cependant) ;
- Bouclier rouge : il protège Sonic des attaques de feu, lui permet de marcher sur la lave et l'empêche de perdre ses anneaux et les Flickies lorsqu'il est touché (le bouclier disparait cependant) ;
- Bouclier doré : il permet à Sonic d'effectuer une attaque téléguidée vers l'ennemi le plus proche en appuyant deux fois sur le bouton de saut. Elle préfigure de l'Homming Attack, apparue plus tard dans Sonic Adventure ;
- Invulnérabilité : une fois cet objet en sa possession, Sonic est rendu invincible durant quelques instants ;
- Boîte de vie : elle permet au joueur de récupérer une vie supplémentaire (il est aussi possible d'en gagner une en rassemblant 100 anneaux) ;
- Chaussures de vitesse : elles rendent Sonic beaucoup plus rapide pendant un court instant.

## Niveaux

### Green Grove Zone
- Zone des gorges vertes

Green Grove est l'introduction typiquement Green-Hill-esque, que l'on retrouve dans la majorité des jeux Sonic. Le sol est brun à carreaux et les extrémités sont bordées de pelouse. On y retrouve des palmiers, des loopings et des murs que Sonic peut briser. Il y de nombreux passages souterrains, et il est possible d'emprunter des canons pour se déplacer plus rapidement.

### Rusty Ruin Zone
- Zone des ruines rouillées

Rusty Ruins est jonché de piliers, de boules à pointes et des lance-flammes. Des rangées de ventilateurs se trouvent au sol et permettent à Sonic de tourbillonner et de détruire certains piliers.

### Spring Stadium Zone
- Zone du stade à ressort

Spring Stadium est semblable au niveau Casino Night Zone de Sonic the Hedgehog 2. On y retrouve des bumpers, des ressorts et des ballons permettant d'accéder à certaines plate-formes. Certains pièges, comme des piques, sortent du sol lors du passage de Sonic.

### Diamond Dust Zone
- Zone de la poussière de diamant

Ce stage prend place dans un décor hivernal, semblable à celui de Ice Cap Zone de Sonic the Hedgehog 3. Le sol peut parfois être glissant, et une partie des attaques ennemies aura pour effet de geler Sonic. C'est le seul niveau où les Flickies peuvent être gelé, et demandent au joueur de briser la glace.

### Volcano Valley Zone
- Zone de la vallée volcanique

Volcano Valley, contrairement au niveau précédent, prend place dans un environnement chaud, dans un volcan. La lave semi-solidifiée peut permettre à Sonic d'avancer dessus. On trouve aussi des cristaux de quartz, des tubes de lave et d'autres objets enflammés. On peut apercevoir le volcan où se déroule le niveau dans l'introduction du jeu.

### Gene Gadget Zone
- Zone du gène gadget

Gene Gadget Zone est la base secrète de Dr. Eggman. Le sol y est électrifié et il est possible de se déplacer via de grands tubes de verre. Des ventilateurs se trouvent au sol et s'activent dès que Sonic passe dessus.

### Panic Puppet Zone
- Zone de marionnette terrible

Panic Puppet Zone se démarque des autres niveaux de Sonic 3D: Flickies' Island. Dans le premier acte, Sonic doit aller chercher des ennemis dans des capsules et les ramener auprès de l'anneau dimensionnel. Dans le deuxième acte, il doit se frayer un chemin auprès d'une statue du Dr Robotnik. Certains ennemis sont directement repris de Gene Gadget Zone. On y trouve aussi des ventilateurs, des lasers et des ascenseurs. La musique de la version Mega Drive a été réutilisée dans le niveau Twinkle Cart de Sonic Adventure.

### Final Fight
- Le combat final

Niveau accessible uniquement si le joueur récupère les 7 émeraudes du chaos. Le combat contre le boss se compose de 5 phases où il faudra lui asséner 10 coups pour pouvoir en venir à bout.

## Développement
Sonic 3D: Flickies' Island est le dernier jeu Sonic à être sorti sur Mega Drive, bien après l'arrêt de production de la console, car selon Mike Wallis, les jeux se vendent bien généralement un à deux ans après l'abandon du support. Les premières versions montrent qu'un mode multijoueur en écran splitté était prévu. Un système de gestion d'exceptions a été implémenté, afin qu'un écran de sélection de niveau s'affiche lorsque le jeu est sur le point de crasher, et que le jeu puisse, grâce à cette implémentation, passer le processus d'approbation de Sega, qui stipulait que le jeu ne devait pas planter. La séquence d'introduction, afin de tenir sur une cartouche de 4 Mo, a dû être compressée et redimensionnée grâce à plusieurs astuces techniques.
La version Sega Saturn a quant à elle été développée au cas où Sonic X-treme (qui était en cours de développement à ce moment-là) venait à être annulé. À la suite de l'annulation de Sonic X-treme, le développement du portage a débuté. Il a nécessité 4 mois de développement, dont 7 semaines réservées à l'ajout d'effets spécifiques à la version Sega Saturn. Neil Harding a écrit un programme pour convertir le code du langage Assembler 68000 en code C++ en 3 mois, pour faciliter le portage vers la Sega Saturn. La Sonic Team a conçu les stages spéciaux de cette version.
Le nom de la ROM Mega Drive diffère en fonction de la région de la console. Avec une console américaine ou japonaise (même si cette version n'a jamais été commercialisée dans cette région), le jeu s'intitule Sonic 3D Blast et Sonic 3D: Flickies Island avec une console PAL. La version Sega Saturn japonaise utilise le nom Européen. Dans un des premiers trailer datant de 1996, on peut apercevoir une portion de niveau jouée avec Tails, ce qui ne sera pas conservé dans la version finale.

## Différences entre les versions
La version Sega Saturn étant sortie après, elle a bénéficié de quelques effets météorologiques supplémentaires, comme de la brume et de la pluie. Le portage Windows supprime aussi les effets météorologiques, mais conserve les musiques de la version Sega Saturn et inclut un système de sauvegarde,.
Seule la version Mega Drive a été réutilisée pour les compilations et les portages qui ont suivi.

### Musique
Deux bandes originales ont été composées :
- L'une pour la version Mega Drive, composée par quatre musiciens, dont Tatsuyuki Maeda et Jun Senoue. Comme dans Sonic the Hedgehog 3 et Sonic and Knuckles, chaque acte de chaque zone propose un remix autour d'un thème partagé. Quelques échantillons sonore ont été repris de ces deux jeux, comme le « Act Clear » et le « 1-up ». Il est à noter que la musique de Green Groove Zone Act 1 sera reprise dans le niveau de Windy Valley dans Sonic Adventure[11].
- L'autre pour les versions Sega Saturn et Windows, composée par Richard Jacques, avec la voix de Debbie Morris[10].

### Stages spéciaux
Comme pour la bande originale, les stages spéciaux diffèrent en fonction du support. Le but reste cependant le même, c'est-à-dire collecter un nombre donné d'anneaux. Il est possible d'accéder aux stages spéciaux en trouvant Tails ou Knuckles dans un niveau, en ayant 50 anneaux en possession.
- Dans la version Mega Drive, le personnage dirige Sonic dans un chemin sinueux, en essayant de collecter les anneaux. Il faudra suivre le tracé de ce chemin sans tomber, sous peine de devoir quitter le stage spécial. Le seul type d'obstacle présent est la boule de pointe, qui fera perdre une partie des anneaux amassés jusque-là. Le rendu est similaire à celui du Mode 7 sur Super Nintendo, avec quelques reliefs, comme les talus.
- Dans les versions Sega Saturn et Windows, le personnage dirige Sonic dans un Half-Pipe similaire à celui de Sonic the Hedgehog 2. Comme pour la version Mega Drive, les seuls obstacles sont les boules de pointe. Le tracé de la course propose des virages, des loopings et des tonneaux. Seuls les sprites et les textures diffèrent entre les versions Windows et Saturn.

## Accueil
Sonic 3D Flickies' Island a reçu des critiques assez mitigées de la part de la presse spécialisée. Le site GameRankings affiche un score de 58,75 % pour la version Mega Drive, 66,55 % pour la version Sega Saturn et 56 % pour la version Windows.
Lucas Thomas du site IGN reproche au level design d'être répétitif, et ne le qualifie pas de Sonic en tant que tel, car les sensations de vitesse ne sont pas au rendez-vous. Il trouve aussi les graphismes en 3D isométrique fades. Les rédacteurs de GameSpot trouvent cette 3D isométrique assez troublante. Selon eux, les contrôles sont laborieux, à cause des contrôles qui ne se font pas au stick analogique et la physique du jeu fait glisser Sonic, alors que les phases de plate-forme requièrent de la précision,,.
Selon Mike Wallis, le jeu s'est vendu à 700 000 exemplaires.

## Adaptation
Sonic 3D Flickies Island est pourvu d'une adaptation en comics par Archie Comics et Fleetway Publications. Elle retrace le scénario du jeu: Les Knothole Freedom Fighters apprennent que Eggman s'intéresse de près aux Flickies. Ils vont tenter de mettre à mal les plans du docteur. Une fois arrivés dans la Flickies Zone, ils combattent Eggman, qui voit son plan partir en fumée. La différence majeure avec le scénario de base est le fait que Knuckles soit remplacé par Rotor Walrus. Le scénario prend place pendant les évènements des numéros 104 à 106 du comics.

## Version Tiger Electronics
Cette version, sortie en 1997, a été distribuée par Tiger Electronics. Le jeu se présente comme un jeu électronique se jouant avec 4 boutons : sauter, aller plus vite, ralentir et effectuer le spin dash. Le but est d'éviter les tirs du canon situé en bas à droite de l'écran. Il faut aussi détruire les ennemis arrivant dans l'écran pour récupérer des flickies et ainsi pouvoir affronter le Dr Robotnik dans une machine similaire à celle qu'il utilise dans les versions console de Green Grove Zone. L'arrière plan du jeu est le même rendu que le damier de Green Grove Zone.

## Version Director's Cut
Le 13 octobre 2017, le fondateur du studio Traveller's Tales, Jon Burton (qui avait déjà participé à Sonic 3D: Flickies' Island), annonce sur sa chaîne YouTube (appelée GameHut) qu'il est prêt à sortir un patch corrigeant de nombreux problèmes du jeu original. Son projet n'est pas soutenu par SEGA, et Jon Burton affirme développer cette version améliorée durant son temps libre,.
Ainsi, il propose plusieurs changements :
- Un meilleur contrôle des déplacements de Sonic ;
- Un système de jeu moins frustrant ;
- L'ajout de Super Sonic dans les niveaux ;
- L'ajout d'un éditeur de niveau (qui permettra d'accéder à des ennemis annulés ou restés sous forme de prototypes) ;
- L'ajout d'un système de sauvegarde ;
- La possibilité de modifier les options pour la résolution de l'écran.